# 于文强
于文强，复旦大学生物医学研究院表观遗传学中心实验室负责人，教授，主要从事非编码RNA与染色质修饰的互动与协调方面的研究工作。入选中华人民共和国教育部2009年度"长江学者"特聘教授。